# Hrpelje-Kozina
Hrpelje-Kozina es un municipio de Eslovenia, situado en el suroeste del país, en la región estadística de Litoral-Karst y región histórica del Litoral. Las localidades de Hrpelje y Kozina, adyacentes entre sí pero separadas por una ferrovía, comparten formalmente la capitalidad del municipio y le dan nombre, aunque la sede administrativa municipal se ubica en Hrpelje. El municipio es fronterizo tanto con Italia como con Croacia y por su término municipal pasa la carretera que une Trieste con Rijeka.
En 2018 tiene 4402 habitantes.
El municipio comprende las localidades de Artviže, Bač pri Materiji, Beka, Brezovica, Brezovo Brdo, Golac, Gradišče pri Materiji, Gradišica, Hotična, Hrpelje (capital municipal), Javorje, Klanec pri Kozini, Kovčice, Kozina (capital municipal), Krvavi Potok, Markovščina, Materija, Mihele, Mrše, Nasirec, Obrov, Ocizla, Odolina, Orehek pri Materiji, Petrinje, Poljane pri Podgradu, Povžane, Prešnica, Ritomeče, Rodik, Rožice, Skadanščina, Slivje, Slope, Tatre, Tublje pri Hrpeljah, Velike Loče y Vrhpolje.